# Мірча-Воде (Димбовіца)
Мірча-Воде (рум. Mircea Vodă) — село у повіті Димбовіца в Румунії. Входить до складу комуни Селчоара.
Село розташоване на відстані 54 км на північний захід від Бухареста, 20 км на південний схід від Тирговіште, 148 км на схід від Крайови, 98 км на південь від Брашова.

## Населення
За даними перепису населення 2002 року у селі проживали 864 особи, усі — румуни. Усі жителі села рідною мовою назвали румунську.